# Nummer 1-hits in de Billboard Hot 100 in 2015
Deze hits stonden in 2015 op nummer 1 in de Billboard Hot 100, de bekendste Amerikaanse hitlijst.
| Nummer | Datum        | Artiest                       | Titel                           |
| ------ | ------------ | ----------------------------- | ------------------------------- |
| 1040   | 3 januari    | Taylor Swift                  | Blank Space                     |
|        | 10 januari   | Taylor Swift                  | Blank space                     |
| 1041   | 17 januari   | Mark Ronson & Bruno Mars      | Uptown funk!                    |
|        | 24 januari   | Mark Ronson & Bruno Mars      | Uptown funk!                    |
|        | 31 januari   | Mark Ronson & Bruno Mars      | Uptown funk!                    |
|        | 7 februari   | Mark Ronson & Bruno Mars      | Uptown funk!                    |
|        | 14 februari  | Mark Ronson & Bruno Mars      | Uptown funk!                    |
|        | 21 februari  | Mark Ronson & Bruno Mars      | Uptown funk!                    |
|        | 28 februari  | Mark Ronson & Bruno Mars      | Uptown funk!                    |
|        | 7 maart      | Mark Ronson & Bruno Mars      | Uptown funk!                    |
|        | 14 maart     | Mark Ronson & Bruno Mars      | Uptown funk!                    |
|        | 21 maart     | Mark Ronson & Bruno Mars      | Uptown funk!                    |
|        | 28 maart     | Mark Ronson & Bruno Mars      | Uptown funk!                    |
|        | 4 april      | Mark Ronson & Bruno Mars      | Uptown funk!                    |
|        | 11 april     | Mark Ronson & Bruno Mars      | Uptown funk!                    |
|        | 18 april     | Mark Ronson & Bruno Mars      | Uptown funk!                    |
| 1042   | 25 april     | Wiz Khalifa & Charlie Puth    | See you again                   |
|        | 2 mei        | Wiz Khalifa & Charlie Puth    | See you again                   |
|        | 9 mei        | Wiz Khalifa & Charlie Puth    | See you again                   |
|        | 16 mei       | Wiz Khalifa & Charlie Puth    | See you again                   |
|        | 23 mei       | Wiz Khalifa & Charlie Puth    | See you again                   |
|        | 30 mei       | Wiz Khalifa & Charlie Puth    | See you again                   |
| 1043   | 6 juni       | Taylor Swift & Kendrick Lamar | Bad blood                       |
| 1042   | 13 juni      | Wiz Khalifa & Charlie Puth    | See you again                   |
|        | 20 juni      | Wiz Khalifa & Charlie Puth    | See you again                   |
|        | 27 juni      | Wiz Khalifa & Charlie Puth    | See you again                   |
|        | 4 juli       | Wiz Khalifa & Charlie Puth    | See you again                   |
|        | 11 juli      | Wiz Khalifa & Charlie Puth    | See you again                   |
|        | 18 juli      | Wiz Khalifa & Charlie Puth    | See you again                   |
| 1044   | 25 juli      | OMI                           | Cheerleader (Felix Jaehn remix) |
|        | 1 augustus   | OMI                           | Cheerleader (Felix Jaehn remix) |
|        | 8 augustus   | OMI                           | Cheerleader (Felix Jaehn remix) |
|        | 15 augustus  | OMI                           | Cheerleader (Felix Jaehn remix) |
| 1045   | 22 augustus  | The Weeknd                    | Can't feel my face              |
| 1044   | 29 augustus  | OMI                           | Cheerleader (Felix Jaehn remix) |
|        | 5 september  | OMI                           | Cheerleader (Felix Jaehn remix) |
| 1045   | 12 september | The Weeknd                    | Can't feel my face              |
| 1046   | 19 september | Justin Bieber                 | What do you mean?               |
| 1045   | 26 september | The Weeknd                    | Can't feel my face              |
| 1047   | 3 oktober    | The Weeknd                    | The hills                       |
|        | 10 oktober   | The Weeknd                    | The hills                       |
|        | 17 oktober   | The Weeknd                    | The hills                       |
|        | 24 oktober   | The Weeknd                    | The hills                       |
|        | 31 oktober   | The Weeknd                    | The hills                       |
|        | 7 november   | The Weeknd                    | The hills                       |
| 1048   | 14 november  | Adele                         | Hello                           |
|        | 21 november  | Adele                         | Hello                           |
|        | 28 november  | Adele                         | Hello                           |
|        | 5 december   | Adele                         | Hello                           |
|        | 12 december  | Adele                         | Hello                           |
|        | 19 december  | Adele                         | Hello                           |
|        | 26 december  | Adele                         | Hello                           |